# بول غريكو
بول غريكو (بالإنجليزية: Paul Greco)‏ هو ممثل أمريكي بدأ مسيرته الفنية سنة 1979. امتدت مسيرته الفنية لأكثر من 29 عاما.

## الأعمال
- ذا واريورس
- الإغراء الأخير للسيد المسيح
- رجل السلك

## روابط خارجية
- بول غريكو على موقع IMDb (الإنجليزية)
- بول غريكو على موقع IMDb (الإنجليزية)
- بول غريكو على موقع روتن توميتوز (الإنجليزية)
- بول غريكو على موقع قاعدة بيانات الفيلم (الإنجليزية)